# The Fame
 The Fame (en català La fama) és l'àlbum debut de la cantant nord-americana Lady Gaga. Va ser llançat al mercat l'agost de 2008 per Interscope Records. Després d'escriure diverses cançons per a altres artistes, Gaga va llançar l'àlbum. El tema principal de les cançons és sobre com qualsevol persona pot sentir-se famosa, com ser una celebritat. Per a aquest àlbum, Gaga treball amb diversos productors, especialment amb RedOne, Rob Fusari i Martin Kierszenbaum. Les cançons són, majoritàriament, inspirades per l'amor de Gaga cap a la fama, en general, parla sobre la vida dels rics i famosos des del seu punt de vista. Musicalment, l'àlbum es va inspirar en els anys 80, amb gèneres com ara electropop i synthpop al mateix temps que incorpora la música de dance.
L'abril de 2008 va llançar Just Dance on hi també participà Colby O'Donis.
El disc va tenir una gran recepció per part dels crítics. L'àlbum va arribar al número u en països com Regne Unit, Canadà, Irlanda, entre d'altres. En Estats Units,The Fame es posicionà al número dos. L'agost de 2010, l'àlbum va aconseguir superar les 15 milions de còpies a nivell mundial.

## Antecedents
Mentre s'establia com un artista i treballava a la seva manera a través de la cultura underground de Nova York, Gaga va llançar el seu àlbum debut,The Fame. Parlant sobre la idea en general i el títol del disc, la cantant va explicar que «The Fameés sobre com algú pot sentir-se famós (…) La cultura pop és art. Però, és una fama compartible. Vull convidar a tots a la festa. Vull que la gent se senti part d'aquest estil de vida » D'acord amb una entrevista feta per MTV de Regne Unit, la cantant va estar escrivint cançons per al disc durant dos anys i mig, i que després, ho va acabar de completar durant la primera setmana de gener de 2008. A més d'encarregar-se d'escriure les cançons, Gaga treballar en les melodies del disc i es va ocupar dels sintetitzadors, juntament amb el suport del productor musical RedOne.

## Guardons
Premis
- 2010: Grammy al millor àlbum de música dance/electrònica

Nominacions
- 2010: Grammy a l'àlbum de l'any